# Брокс, Виктор
Виктор Брокс (англ. Victor Brox; 5 мая 1941, Аштон-андер-Лайн, Ланкашир — 20 февраля 2023) — британский блюзовый музыкант. Брокс играл на различных музыкальных инструментах, включая рожки, клавишные и гитару, а также занимался вокалом.

## Биография
Родился 5 мая 1941 года в городе Аштон-андер-Лайн, Англия. Учился в школах St Mary’s и William Hulme's Grammar School. играл на тромбоне в школьном кадетском оркестре.
Джими Хендрикс и Тина Тёрнер называли его своим любимым исполнителем белого блюза. Виктор Брокс является автором песни «Warning» из дебютного альбома Black Sabbath. Наиболее широко известен своим исполнением роли Каиафы в рок-опере ''Иисус Христос — суперзвезда'' и своими совместными работами.
На протяжении своей карьеры работал с Эриком Клэптоном, Джими Хендриксом, Ричи Блэкмором и Яном Гилланом из Deep Purple, Чарли Мингусом, Мемфисом Слимом, Доктором Джоном, Эйнсли Данбаром, Грэмом Бондом, Алексис Корнером, Джоном Мейоллом, Кантри Джо Макдональдом, Питером Барденсом, Китом Муном и Дэйвом Вудом.
Он был солистом группы The Aynsley Dunbar Retaliation, в которой также играл на клавишных (обычно на органе) и корнете.
В 1998 году Брокс сыграл роль «двойника» Леонардо да Винчи в фильме История вечной любви (в титрах не указан).
Его дочь Кайла Брокс также является блюзовым музыкантом.
Умер 20 февраля 2023 года в возрасте 81 года.